# Момот рудочеревий
Момот рудочеревий (Eumomota superciliosa) — вид сиворакшоподібних птахів родини момотових (Momotidae).

## Поширення
Вид поширений у Центральній Америці від півострова Юкатан до півночі Коста-Рики. Живе у світлих лісах та різноманітних відкритих місцевостях.

## Опис
Птах завдовжки 34 см, вагою 65 г. Забарвлення оперення, в основному, зелено-блакитне. Спина та задня частина черева рудого кольору. Характерними для виду є яскраво-блакитна смуга над оком і блакитна облямівка чорної плями на горлі. Махові і верхня частина хвоста блакитні. Кінчики пір'я хвоста мають форму прапорців і голі стрижні центральних рульових довші, ніж у інших момотів.